# Madonies
Les Madonies (en sicilien : Marunìi) sont une chaîne de montagnes sicilienne de la province de Palerme qui fait partie des Apennins siciliens, avec les monts Péloritains et les monts Nébrodes (dans la province de Messine) et avec les monts palermitains.
La chaîne est comprise dans le parc naturel régional des Madonie (Parco delle Madonie) et s'étend sur la côte septentrionale de l'île entre les vallées des fleuves Imera à l'ouest et Pollina à l'est.
Le sommet le plus haut est le Pizzo Carbonara (1 979 m), le deuxième de la Sicile après l'Etna. Parmi les autres cimes majeures se trouvent le Pizzo Antenna Grande (1 977 m), le Pizzo Palermo (1 964 m), le Monte Ferro (1 906 m), le Monte Mufara (1 865 m), le Monte San Salvatore (1 912 m) et le Pizzo Scalonazzo (1 904 m).
À partir de la côte se suivent le relief du Pizzo Dipilo, le Piano Zucchi entre le relief du Monte Cervi (avec les sommets du Monte Castellaro, du Pizzo Antenna Piccola, du Pizzo Colla  et du Monte Fanusi et avec la source du Scillato) et celui du Pizzo Carbonara, en grande partie occupé par une plaine avec des parois rocheuses escarpées vers l'ouest et le nord. Puis suit le groupe montagneux du Monte San Salvatore, avec le Monte Alto, où se trouve le plus haut sanctuaire de l'Italie méridionale, et le massif du Pizzo Catarineci.
Géologiquement, la chaîne s'est structurée lors des 20 derniers millions d'années (du Miocène au Pléistocène) à travers la superposition de carbonate. Le groupe montagneux des Madonies continue à l'ouest avec les monts de Termini et de Trabia et avec les monts de Palerme et de Trapani, alors qu'à l'est ils suivent les monts Nébrodes et les Péloritains.